# 二苯基乙基哌啶
1,2-二苯基乙基哌啶（缩写DPD、1,2-DPD）是一种含氮有机化合物，分子式C
19H
23N，存在两个对映异构体，用作解离剂。